# Flávia Saddy
Flávia Fernandes Saddy (Rio de Janeiro, 12 de dezembro de 1978) é uma dubladora e atriz brasileira. É conhecida por dublar Chloe Sullivan em Smallville: As Aventuras do Superboy, Lisa Simpson em Os Simpsons, Barbie em várias animações e no filme live-action, Xuxinha em Xuxinha e Guto contra os Monstros do Espaço, Mia em Rebelde, Jessie em Pokémon A Série: XY & Z, Stormy em O Clube das Winx e a Mulher-Maravilha nos filmes do Universo Estendido DC. Filha de Marlene Costa e irmã de Fernanda Baronne, ambas dubladoras, começou na dublagem na telenovela Carrossel, em que sua mãe foi diretora.

## Prêmios
| Ano  | Premiação     | Categoria                        | Papel/Obra                             | Resultado | Fonte |
| ---- | ------------- | -------------------------------- | -------------------------------------- | --------- | ----- |
| 2005 | Prêmio Yamato | Melhor Dubladora de Coadjuvante  | Chloe Sullivan, em Smallville          | Venceu    | [ 7 ] |
| 2008 | Prêmio Yamato | Melhor Dubladora de Coadjuvante  | Lisa Simpson, em Os Simpsons - o Filme | Venceu    | [ 2 ] |
| 2009 | Prêmio Yamato | Melhor Dubladora de Coadjuvante  | Chloe Sullivan, em Smallville          | Indicada  | [ 8 ] |
| 2009 | Prêmio Yamato | Melhor Dubladora de Protagonista | Lisa Simpson, em Os Simpsons           | Indicada  | [ 8 ] |
| 2009 | Prêmio Yamato | Melhor Narração/Locução          | Barbie                                 | Indicada  | [ 8 ] |